# Iglesia de los Sagrados Corazones (Valparaíso)
La Iglesia de los Sagrados Corazones, también conocida como Iglesia de los padres franceses, es un templo católico ubicado en el barrio El Almendral, en el plan de Valparaíso, Chile. Diseñada por los arquitectos Lucien Hénault y Arturo Mecking como templo del Colegio de los Sagrados Corazones de Valparaíso, fue la primera iglesia de la Congregación de los Sagrados Corazones en América. Su primera piedra se puso el 3 de mayo de 1868, y fue inaugurada el 6 de febrero de 1874. Luego de sufrir varios daños por el terremoto de Valparaíso de 1906, fue remodelada por el arquitecto Juan Eduardo Fehrman.
De estilo neorrománico y neogótico bizantino, es un fiel representante del auge económico, urbanístico y cosmopolita que experimentó la ciudad durante la segunda mitad del siglo XIX. Fue declarada Monumento Nacional de Chile, en la categoría de Monumento Histórico, el 20 de mayo de 2003.

## Historia

### Precedentes históricos

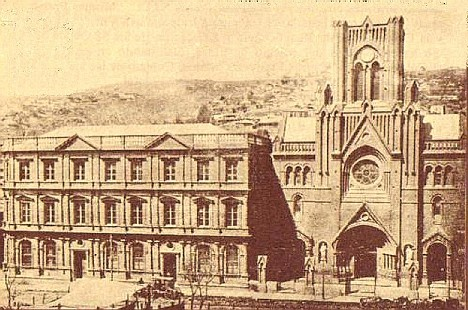
El Colegio de los Sagrados Corazones de Valparaíso y la iglesia con su fachada original, antes del terremoto de 1906.

El 13 de mayo de 1834 llegó a Valparaíso la barca Sylphide procedente de Burdeos, Francia, con un grupo de cuatro religiosos de la Congregación de los Sagrados Corazones con destino a las Islas Gambier, en la Polinesia Francesa. Del grupo se estableció en Valparaíso el sacerdote Juan Crisóstomo Liazú, quien formó la primera comunidad de la Congregación en un puerto de América del Sur.
En 1837, Crisóstomo recibió de manos del Cabildo de la ciudad la autorización para abrir un colegio, el que inició improvisadamente con 25 estudiantes y tres profesores religiosos en una casa recién comprada por la Congregación en los alrededores del convento de San Francisco, en el sector de La Matriz, en el Barrio Puerto. En 1840 se trasladaron al barrio de El Almendral, donde se crearía el Colegio de los Sagrados Corazones de Valparaíso, originalmente conocido como el Colegio de los Padres Franceses. Allí, en el terreno de la calle Independencia, que luego se iría ampliando con la compra de terrenos adyacentes, iniciaron las obras ese mismo año, con la construcción de una capilla.
Hacia 1850, coincidiendo con la expansión económica que experimentó Valparaíso durante la segunda mitad del siglo XIX, el colegio ya tendría alrededor de 200 estudiantes, incluyendo a niños de familias provenientes de Perú, Bolivia y Argentina.

### Construcción de la iglesia y remodelaciones
A finales de 1860, el sacerdote Oliver ordenó la construcción de un nuevo templo. El diseño fue encargado al arquitecto francés Lucien Hénault y a Arturo Mecking. Su primera piedra fue colocada el 3 de mayo de 1868. En 1871, el provincial de la Congregación viajó a Europa para adquirir la mayoría de los objetos que conformarían su interior. Lo primero que se construyó fue su cripta. La iglesia fue inaugurada el 6 de febrero de 1874, a pesar de tener aún su torre inconclusa.
Producto del terremoto de Valparaíso de 1906, la iglesia sufrió varios daños, por lo cual fue remodelada por el chileno Juan Eduardo Fehrman, arquitecto proyectista de la Iglesia de los Doce Apóstoles, hoy en día también considerada Monumento Histórico y que comenzó a construirse en 1869, un año después que esta.
A partir de entonces, la iglesia ha sido restaurada en numerosas ocasiones, ya sea por siniestros naturales o bien para adecuarse a los cambios en las liturgias religiosas. Así, por ejemplo, originalmente el presbiterio contaba con una barandilla que separaba el altar de los feligreses, en la cual estos últimos se hincaban para recibir la eucaristía. Esta rejilla en algún momento se retiró, y el material fue utilizado para construir el actual altar mayor. Asimismo, algunos antiguos confesionarios que permitían el anonimato de quienes se confesaban se transformaron en pequeños locutorios para una confesión cara a cara.
Luego del terremoto de 2010 volvió a verse severamente dañada, permaneciendo cerrada más de tres años, hasta su restauración el 25 de agosto de 2013, luego de ocho meses de trabajos, que consistieron en la reparación de grietas, la renovación de la pintura interior y de la fachada. La inversión de esta reconstrucción alcanzó a los 240 millones de pesos, aportados en partes iguales por la Congregación y por el Programa de Apoyo a la Reconstrucción del Patrimonio Nacional, del Consejo Nacional de la Cultura y las Artes.
Durante 2021, se utilizó como vacunatorio durante la pandemia de COVID-19.

## Emplazamiento
Ubicada en la calle Independencia, entre las calles Freire y Rodríguez, muy cerca de la esquina del Parque Italia (por entonces el Jardín Municipal de la ciudad), forma un conjunto homogéneo con el colegio, que ocupa toda la cuadra. Originalmente su torre sobresalía entre las construcciones más bajas, siendo un punto de referencia entre la Plaza Victoria y la Plaza O'Higgins.

## Arquitectura

### Exterior
El polígono urbanístico en el cual se emplaza hasta la calle tiene una superficie total de unos 2558 m².
Su fachada presenta estilos neorrománicos y neogóticos bizantinos, siendo uno de los principales representantes en Chile en su estilo.
Al estar emplazada un poco más atrás respecto de la calzada que las edificaciones vecinas, genera un pequeño atrio que permite la circulación peatonal.
|                                              |
| Frontis de la iglesia, con su pequeño atrio. |

|                                                            |
| Detalle de la entrada, con los corazones de Jesús y María. |

|                                                      |
| Representación de la Gruta de Lourdes, a un costado. |

### Interior

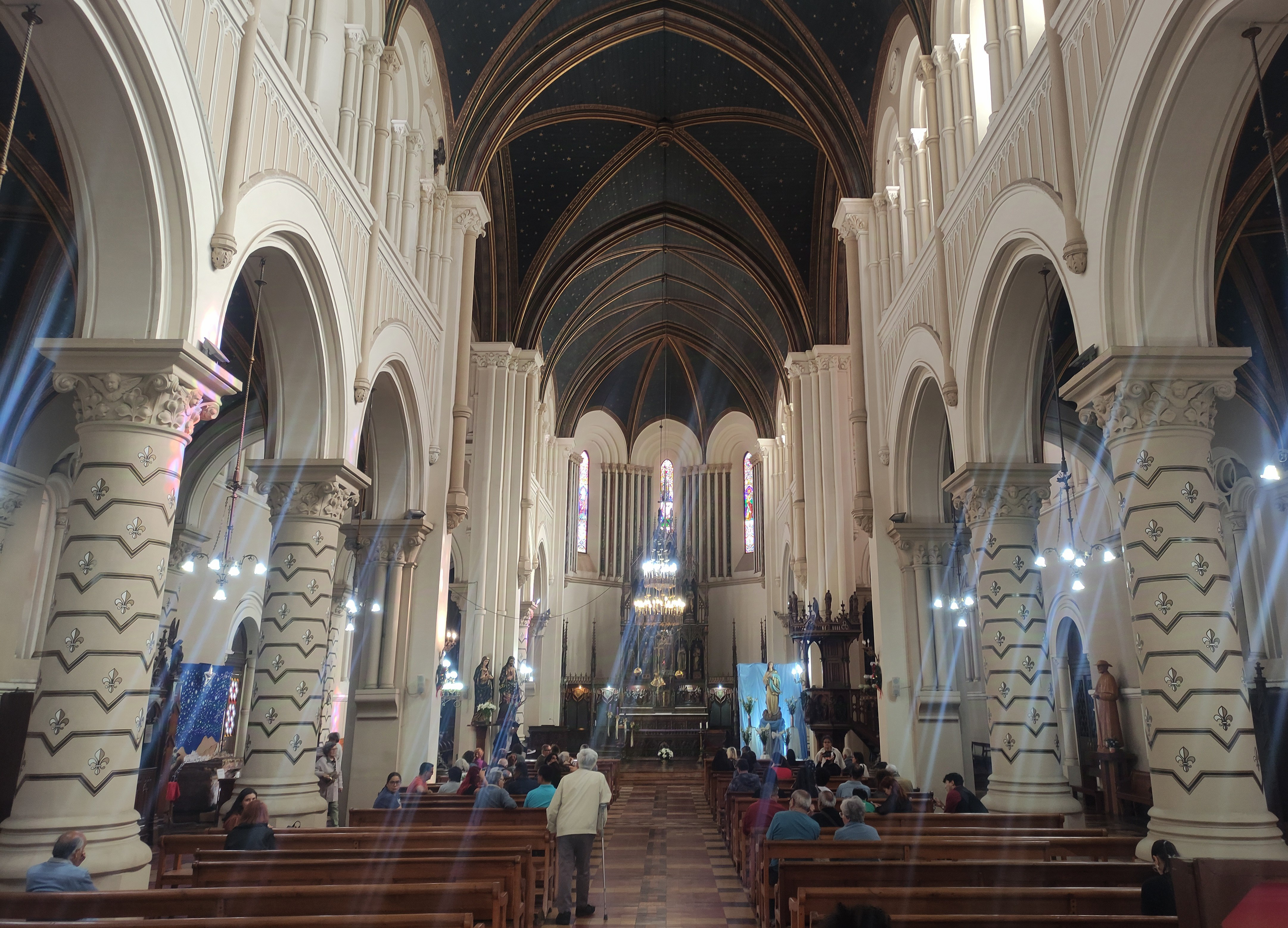
Interior de la iglesia en 2024.

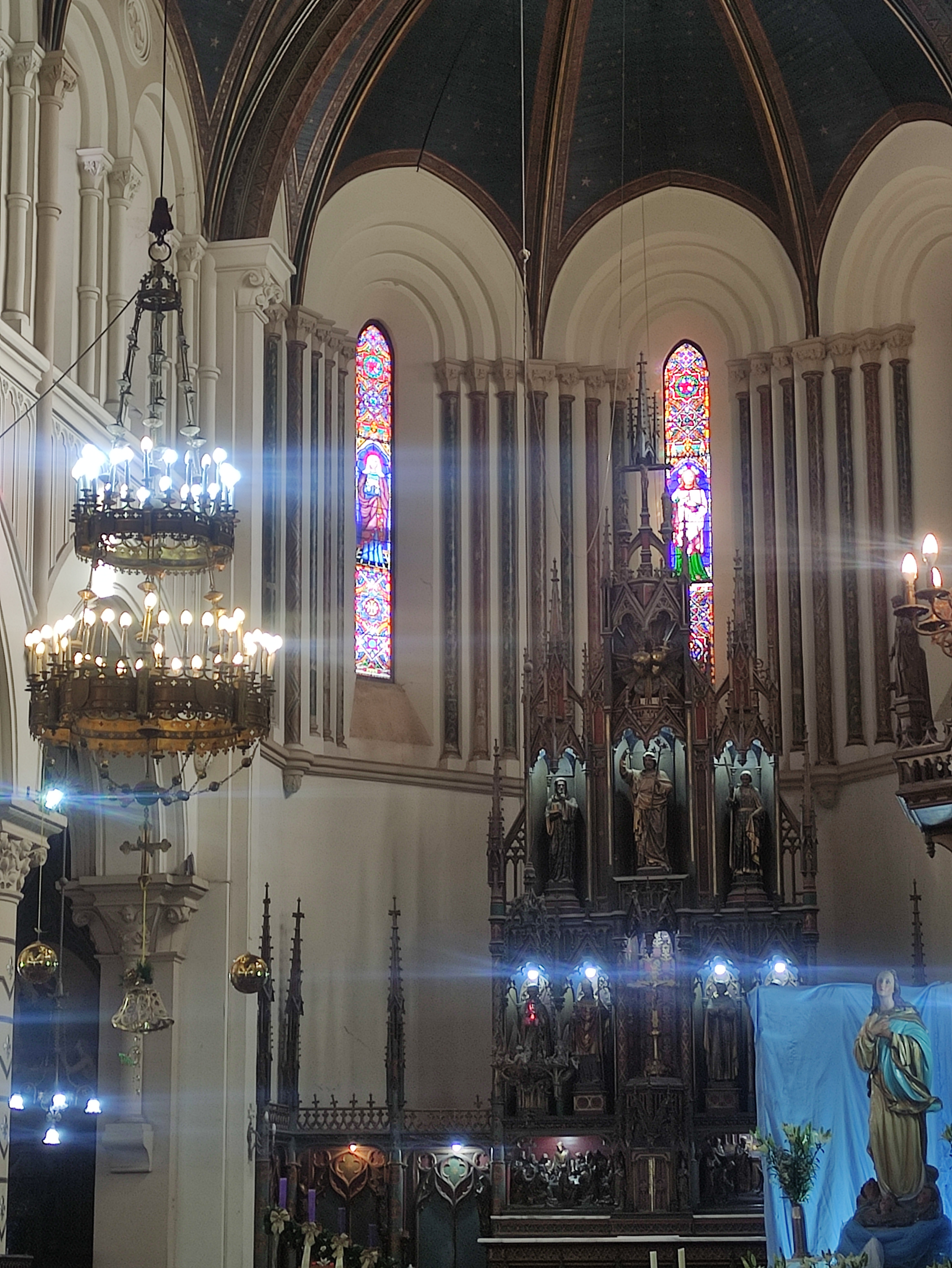
Presbiterio y vitrales en 2024.

En su interior predomina el estilo neogótico. La nave central y las laterales están realizadas con bóvedas de crucería apoyando sus nervios en ramificaciones de pilares fasciculados. La luz exterior ingresa por ventanas ojivales situadas en lo alto, que al descender realza la verticalidad del templo.
En una cripta bajo el altar están sepultados 166 religiosos de la Congregación y dos laicos cercanos a esta. Uno de los últimos fue Enrique Della Valle, fallecido en mayo de 2022.
Entre su ornamentación destaca una imagen denominada Cristo Tradicional, que fue tallada por un artesano ecuatoriano, que viajó a Valparaíso para visitar a su hijo que pertenecía a la Congregación. Varios elementos proceden de Francia, como el reloj de la torre, tres campanas (que en total pesan 2200 kilogramos y están dedicadas a los Sagrados Corazones de Jesús y María, José de Nazaret y Juan Francisco Régis), los altares, el púlpito, el confesonario, las barandillas del presbiterio (de madera tallada y policromada) y sus más de setenta vitrales, estos últimos copias de los de la  Catedral de San Miguel y Santa Gúdula de Bruselas, pero que provienen de la afamada Casa William Wailes de Newcastle, Inglaterra. El pavimento de mosaicos también se trajo desde Francia o Inglaterra.
El 30 de junio de 2022 se abrió en un segundo piso, arriba de su sacristía, una pinacoteca llamada Antoine Knibiehly, un sacerdote pintor de la Congregación.

#### Órgano

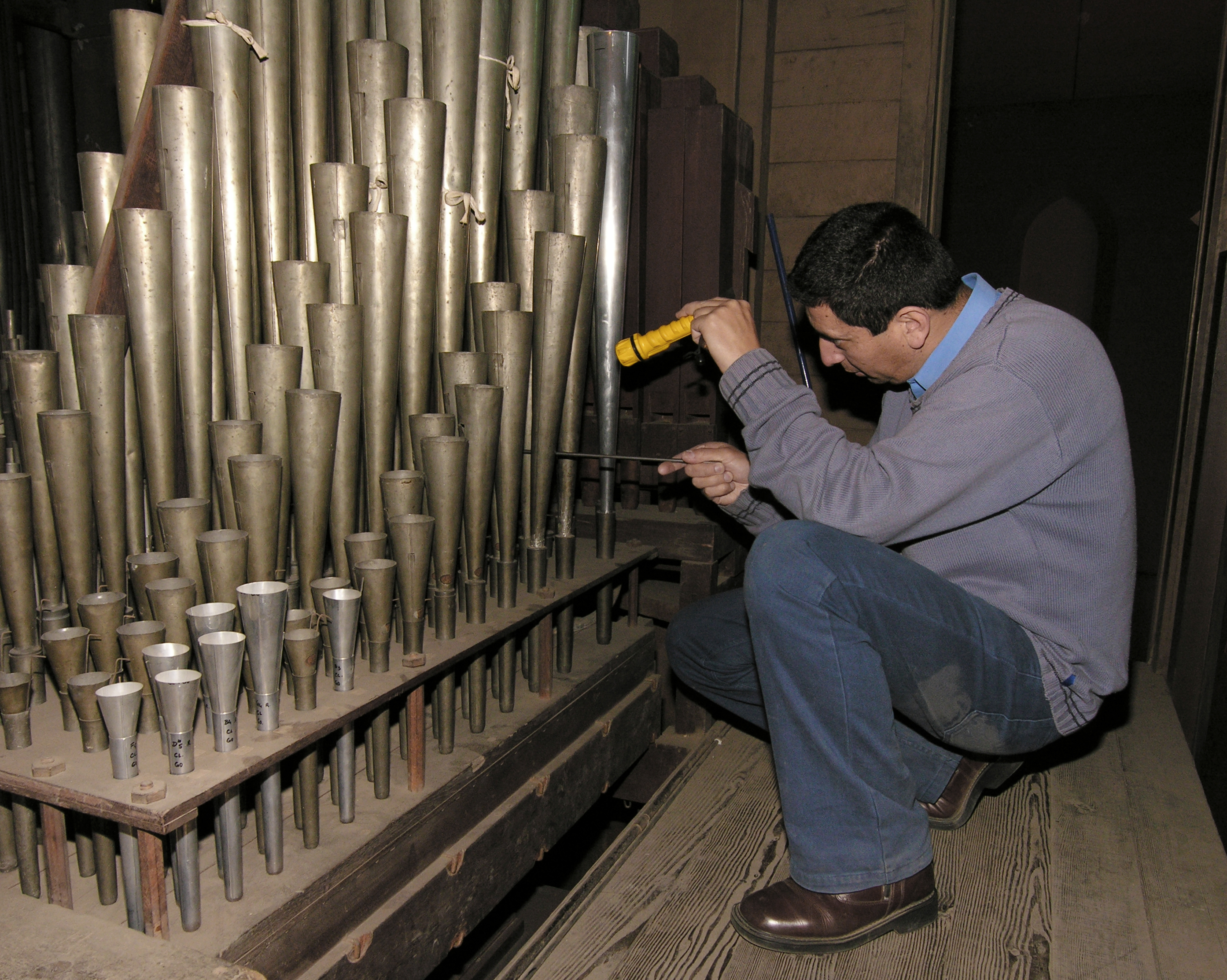
Afinación del órgano, en 2006.

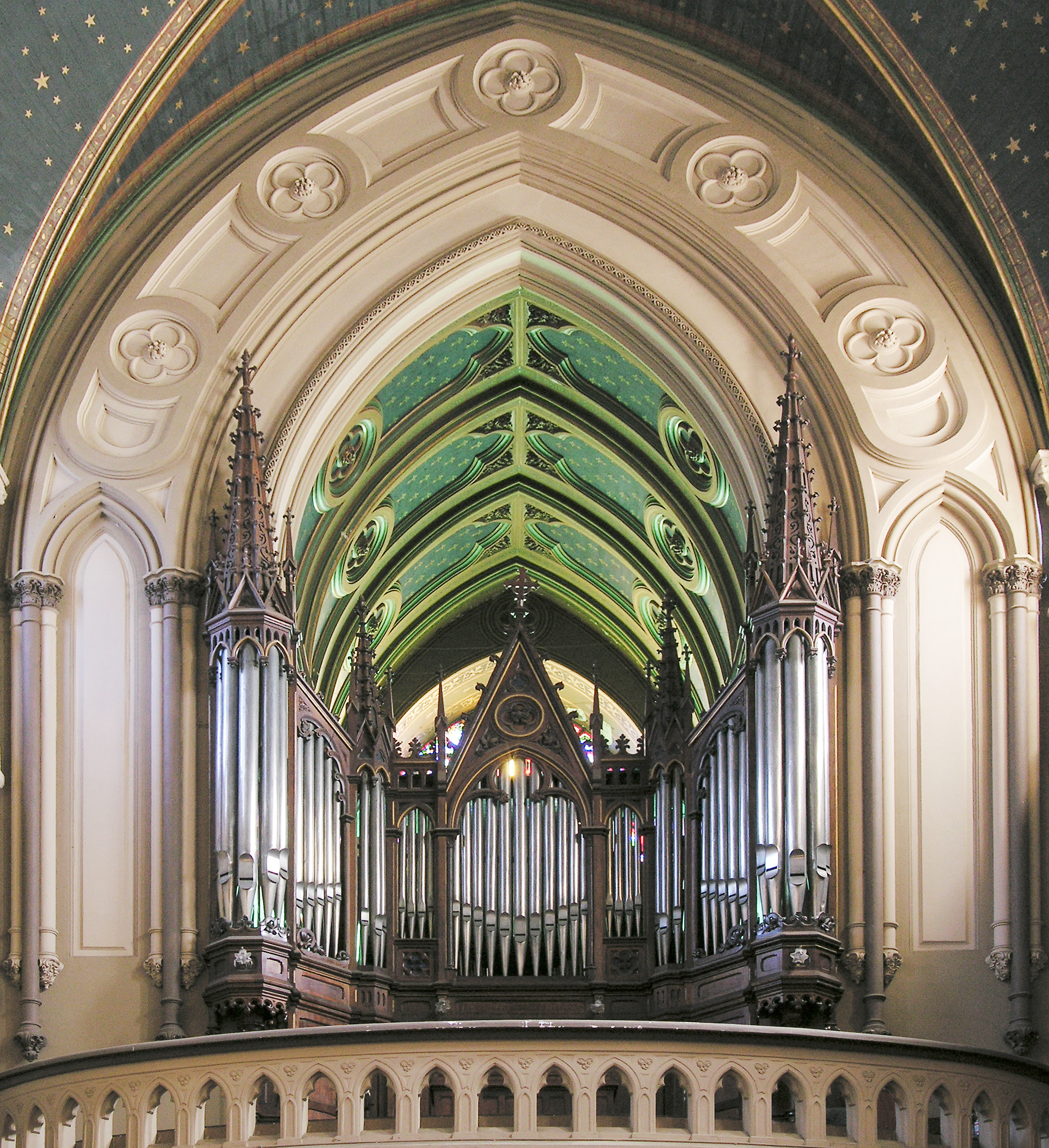
Este órgano, de 1871, es uno de los diez que llegaron a Chile de los construidos por Aristide Cavaillé-Coll.

El órgano de la iglesia fue fabricado en 1871 por el lutier francés Aristide Cavaillé-Coll (1811-1899), quien también construyó por la misma época los órganos de la Catedral de Notre Dame y la Iglesia de San Sulpicio de París. De los 685 órganos construidos por Cavaillé-Coll, es uno de los diez que llegaron a Chile a fines del siglo XIX. Fue donado por el ingeniero y empresario estadounidense Henry Meiggs (1811-1877), quien vivió en Chile durante varios años.
Con alrededor de siete metros de alto por cinco de ancho, es considerado un órgano de tamaño mediano de entre los creados por Cavaillé-Coll. Se caracteriza por ser capaz de imitar sonidos de trompetas, flautas y violines. Cuenta con 24 registros y 1500 tubos distribuidos en 23 registros, hechos de una aleación de estaño y plomo. Algunos de sus tubos bajos combinan madera y metal en el área de pedal. El mueble del teclado está hecho de encina y roble francés.
En 2004 fue restaurado por Jean François Dupont, quien viajó a Chile desde Francia gracias al proyecto «Caminos del Barroco», una colaboración entre ambos países. En diciembre de 2024 fue interpretado por la concertista española Loreto Aramendi. Hasta entonces el órgano aún conservaba su estado original.